# Justine de Jonckheere
 (septembre 2022).
- Si vous ne connaissez pas le sujet, laissez ce bandeau (vous pouvez alors contacter les auteurs).
- Si vous supprimez le contenu mis en cause (vous pouvez préalablement contacter les auteurs),

argumentez précisément cette suppression dans la page de discussion
(un manque de référence n'est pas un argument ; une recherche réelle de référence doit avoir été effectuée, être formellement documentée).
 (mars 2023).
Justine de Jonckheere, née le 24 mars 1992 à Wevelgem, est la Miss Belgique 2011. Elle succède à Cilou Annys, élue Miss Belgique en 2010.
Pour la deuxième année consécutive, la Belgique offre la couronne de Miss Belgique à la Miss Flandre Occidentale. Justine de Jonckheere s'est imposée dans ce concours devant Chloé Saive (première dauphine) et Larissa De Castro (deuxième dauphine). Ses deux dauphines participeront à des concours de beauté internationaux, tels que Miss International. L'élection a eu lieu au Casino de Knokke, le dimanche 9 janvier 2011.

## Polémique
Lors de la soirée d'élection, une des candidates éliminée a fait des déclarations surprenantes au micro du journal de "radio Nostalgie". Une heure avant le sacre de Justine De Jonckheere, Maureen Lazard, Miss Brabant wallon, a expliqué aux journalistes que la gagnante était connue d'avance. Elle affirmait que Justine De Jonckheere était la préférée du jury depuis plus de quatre mois et qu’elle allait, sans aucune hésitation, gagner le concours de beauté.
Cette révélation est d’autant plus étonnante que la grande favorite du concours, Lucie Demaret (Miss Hainaut 2011), fut éliminée prématurément de cette élection. La représentante du Hainaut, pourtant largement favorite des bookmakers, n'atteignit en effet pas le Top 5. Le site de paris en ligne Unibet l'avait pourtant placée largement en tête des pronostics.
Un quart des jeunes femmes participant au concours n’ont pas souhaité monter sur scène à la fin du programme afin de protester contre ce supposé trucage de l’élection.